# Mei (khủng long)
Mei là một chi của khủng long Troodontid có , được Xu Xing và Norell mô tả khoa học năm 2004. Chúng sống vào đầu kỉ Phấn Trắng, khoảng 128 – 125 triệu năm trước. Chúng có cái tên ngắn gọn nhất trong tất cả các tên gọi thuộc loài khủng long.

## Phát hiện
Nó được Xu Xing phát hiện vào năm 2004 tại Liêu Ninh, Trung Quốc.  Tên đầy đủ của nó là Mei long, trong tiếng Trung Quốc có nghĩa là ''con rồng đang ngủ''. Cái tên này bắt nguồn từ việc hóa thạch của nó được phát hiện bị vùi dưới tro bụi với tư thế cuộn tròn và rúc đầu xuống dưới cánh tay (có lẽ nó đang ngủ). Một mẫu thứ hai của Mei là DNHM D2154, cũng trong tư thế ngủ. Tư thế này khiến một số nhà khoa học nghĩ rằng chúng có thể có quan hệ họ hàng rất gần gũi với những con chim đầu tiên.
Hóa thạch này cho thấy nó là một con khủng long nhỏ, dài chỉ khoảng 70 cm, chiều cao hông là 30 cm. Nó có thể nặng khoảng 1 kg, ăn thằn lằn và côn trùng.

## Sinh sống
Mei sống trong giai đoạn đầu của kỷ Phấn trắng, khoảng 125,8 triệu năm trước. Vào thời điểm đó, khu vực Liêu Ninh bị chi phối bởi nhiều ngọn núi lửa trong một cảnh quan được bao phủ trong rừng lá kim, cây dương xỉ và các loài thực vật khác như đuôi ngựa. Một số cây khác đã có mặt, chẳng hạn như bạch quả và araucarias. Một số cây ra hoa sớm nhất cũng được tìm thấy ở đây. Những dòng sông và dòng chảy từ sườn núi lửa chảy vào hồ trong thung lũng.
Có rất nhiều loài khủng long giống như chim nhỏ sống trong khu vực này mặc dù hầu hết chúng đều lớn hơn Mei một chút . Điều này có thể dẫn đến rất nhiều phân vùng thích hợp. Chỉ có năm hoặc sáu loài khủng long Theropod không ăn cỏ.
Mei có lẽ đã ăn những con thằn lằn nhỏ và côn trùng trên sàn rừng. Có thể nó đã trèo lên cây để trú ẩn khỏi những kẻ săn mồi lớn hơn. Dựa vào hóa thạch phần chân của nó, có lẽ nó chạy được rất nhanh. Không có gì được biết về thói quen làm tổ của nó.

Khi hóa thạch đầu tiên của Mei được phát hiện, các nhà khoa học đã say mê nhìn thấy hóa thạch trong tư thế ngủ như chim. Mei dài có nghĩa là 'rồng ngủ' trong tiếng Trung. Con vật có lẽ đã chết vì ngộ độc khí cacbon monoxit, sau đó bị vùi trong tro núi lửa cho tới tận khi được tìm thấy.